# 노화북국민학교 마삭분교
노화북국민학교 마삭분교는 전라남도 완도군 노화읍 신양리 산 302-1에 있었던 국민학교 분교이다.

## 연혁
- 일자미상 노화국민학교 마삭분교 설립 인가
- 1955년 7월 6일 마삭분교장 개교
- 196?년 ??월 ??일 노화북국민학교 이관
- 1967년 4월 1일 도서벽지학교 '을'급 지정
- 1986년 1월 1일 도서벽지학교 '나'급 조정
- 1989년 4월 3일 폐교 및 노화북국민학교 통폐합